# Сан-Андрес (Чиуауа)
Сан-Андре́с (исп. San Andrés) — посёлок в Мексике, штат Чиуауа, входит в состав муниципалитета Рива-Паласио и является его административным центром. Численность населения, по данным переписи 2010 года, составила 662 человека.

## История
Поселение было основано в 1696 году францисканским монахом Фраем Алонсо Виктория под названием Сан-Андрес-де-Осагирики в честь Святого Андреаса.